# 熊坂義裕
熊坂 義裕（くまさか よしひろ、1952年〈昭和27年〉1月10日 - ）は、日本の内科医師、医学博士、元政治家。元岩手県宮古市長（旧市時代も含め、3期）。盛岡大学客員教授（元栄養科学部学部長、栄養科学科教授）、京都大学医学部非常勤講師。弘前大学医学部学部長講師。日本糖尿病学会専門医。

## 人物
福島県福島市生まれ。福島市立野田小学校、福島市立野田中学校、福島県立福島高等学校を経て、東北大学工学部中退、弘前大学医学部卒業。
市長を経験した医師として、社会保障や災害復興、地方行政等について活発な提言を行っている。

### 経歴
1978年（昭和53年）に弘前大学医学部を卒業後、同大学医学部第三内科に入局し、同大学付属病院内科医師、同大学医学部助手となった。この間、糖尿病の研究によって医学博士号を取得。その後、妻の出身地である岩手県宮古市に転居し、岩手県立宮古病院の内科科長を務めた後、宮古市内に内科医院（医療法人双熊会・熊坂内科医院）を開業した。
1997年（平成9年）、宮古市長選挙に立候補し、当選。第17代宮古市長に就任。2001年（平成13年）の市長選で再選。
2005年（平成17年）6月6日、宮古市、田老町、新里村が合併し、新しい宮古市が誕生する。それに伴って同年7月3日に執行された新・宮古市の市長選挙でも当選、合併後の宮古市の初代市長に就任した。
2009年（平成21年）6月28日執行の市長選には出馬しなかった。熊坂は、厚生労働省社会保障審議会医療部会委員、同介護給付費分科会委員、同健康日本21(第2次)策定専門委員会委員 、内閣府社会保障国民会議分科会委員、総務省地域経営懇談会委員、全国市長会理事など多くの役職を歴任した。2011年からは、無料電話相談「よりそいホットライン」を運営する一般社団法人社会的包摂サポートセンターの代表理事に就任している。また、2016年に設立された若草プロジェクトでは、呼びかけ人の一人として活動している。
過去に、日本病態栄養学会理事、日本大学医学部兼任講師を兼任。岩手医科大学医学部非常勤講師、東京大学大学院農学生命科学研究科農学特定支援員、東京大学経済学部客員研究員も務めた。2023年日本病態栄養学会名誉会員。
2010年　紺綬褒章授与。
2014年10月9日告示の福島県知事選挙に、原発被害対策の見直しや、原発に依存しない社会づくりを公約に無所属で立候補した。投開票の結果、次点。
2023年4月、医療法人双熊会理事長・院長を退任し大久保・熊坂内科医院顧問に就任。
月刊誌「政経東北」(東邦出版)に、2015年4月から2020年3月まで60回に亘って連載したコラムを纏め『駆けて来た手紙』として2020年12月に幻冬舎から上梓。2021年6月増刷。
2022年春の叙勲で旭日小綬章を受章。
2024年9月1日　早稲田リーガルコモンズ法律事務所顧問に就任。
2024年11月14日　自らの闘病経験等を綴った『がんと折り合いをつけて生きる』を岩手日報社から上梓。2025年2月増刷。

### 私生活
妻は旧滝沢村（現：滝沢市）助役、普代村教育長、宮古市議会議員などを務めた熊坂伸子。

## 著書
- 『駆けて来た手紙』幻冬舎、2020年12月。ISBN 9784344932029

### 共著
- 『自治体経営革命』（熊坂伸子,本吉達也,大滝精一と共著）メタモル出版、2003年。ISBN 4895953831
- 『地域から日本を変える』 改革の灯を消すな市長の会、2006年。ISBN 4879505730
- 『終わりよければすべてよし』羽田澄子編著、岩波書店、2009年。ISBN 978-4-00-022398-0
- 『臨床栄養管理法　―栄養アセスメントから経済評価まで―』ネスレ栄養科学会議監修、建帛社、2011年。　ISBN 978-4-7679-6155-2
- 『「LGBT」差別禁止の法制度って何だろう？地方自治体から始まる先進的取り組み』LGBT法連合会編　かもがわ出版。2016年。ISBN 978-4-7803-0841-9
- 『生活困窮者の相談支援』一般社団法人社会的包摂サポートセンター監修　朝比奈ミカ　日置真世編著　中央法規、2016年。ISBN 978-4-8058-5410-5
- 『がんと折り合いをつけて生きる』（高橋都,村上晶彦,熊坂伸子と共著）岩手日報社、2024年11月。ISBN 9784872018585